# 오질
오질(吳質, 177년 ~ 230년)은 후한 말기 ~ 조위의 관료로, 자는 계중(季重)이며 연주 제음군 견성현(鄄城縣) 사람이다.

## 사적
조조를 섬겼는데, 박학다식하여 조비를 비롯한 제후들의 총애를 받았다. 조비와 조식이 후계자 자리를 놓고 다투었을 때 조비를 옹호하였다. 유정과 함께 조비의 빈객이 되었으나, 유정이 불경죄로 처벌을 받은 후 오질 또한 조가장(朝歌長)으로 좌천되었다가 원성령(元城令)이 되었다.
오질이 조가장이었을 때, 조식은 조조의 총애를 받고 있었다. 이에 불안해진 조비는 오질로 하여금 고리짝 속에 숨어서 만나 대책을 논의하게 하였다. 조식을 지지한 양수는 이를 알아차리고 오질이 함부로 임지를 떠난 사실을 조조에게 상주하였으나, 조조는 조사하지 않았다. 조비의 이야기를 들은 오질은 이번에는 고리짝 속에 비단을 넣을 것을 진언하였고, 조비는 오질의 말대로 하고는 조조를 뵈었다. 양수가 다시 오질의 일을 아뢰자, 조조 또한 의심하여 고리짝을 들여다보았다. 그러나 안에는 비단만 들어 있었고, 조조는 양수를 의심하게 되었다.
후한 건안 22년(217년), 오질은 왕상 등과 함께 조비의 총애를 받았다. 조비가 황제에 즉위한 후(문제), 자신의 오랜 벗들 중 오질만 장사(長史)라는 낮은 직책에 있는 것을 염두에 두어 그를 북중랑장(北中郞將)에 임명하고 열후에 봉하였으며, 사지절(使持節)·독유병제군사(督幽幷諸軍事)에 임명하여 신도(信都)를 치소로 하였다. 또한 오질을 위하여 여러 잔치를 베풀어 주었다.
문제의 총애를 등에 업은 오질은 교만해져서 사람들에게 오만하게 굴었다.
조위 황초 7년(226년), 문제가 붕어하자 이를 슬프게 여겨 시를 지어 바쳤다.
태화 4년(230년), 시중(侍中)이 되었다. 오질은 명제에게 진군을 참소하였는데, 이를 들은 명제는 진군을 문책하였다. 그러나 다른 신하들이 오질의 참소를 문제 삼았고, 오질은 이 해에 죽었다.
시호를 추후(醜侯)라 하였는데, 아들 오응(吳應)이 사실에 부합하지 않는다고 상주하였으므로 정원 연간에 위후(威侯)로 고쳐졌다.

## 같이 보기
- 삼국지 인물 목록
- 진수 (서진)
- 범엽
- 배송지
- 사마광